# 白山農業協同組合
白山農業協同組合（はくさんのうぎょうきょうどうくみあい）は、石川県白山市井口町に本所を置く農業協同組合である。略称は「JA白山」。
2007年（平成19年）4月1日に、旧石川郡美川町の蝶屋（ちょうや）農業協同組合、旧鶴来町と河内村を管轄してきたつるぎ郷（つるぎごう）農業協同組合、旧鳥越・吉野谷・尾口・白峰の4村を管轄してきた手取（てどり）農業協同組合の3JAが合併して誕生した。なお、旧松任市だけは独立して松任市農業協同組合を組織しているため、旧美川町域は飛び地となっている。

## 店舗
- 本店 - 井口町： 旧JAつるぎ郷本所。
- 支店 - 下記の7ヶ所。
  - 蝶屋 - 旧JA蝶屋。付近にAコープ蝶屋店がある。
  - つるぎ - 旧JAつるぎ郷の舘畑・林・蔵山支所が2013年に合併し誕生した新しい支店。
  - 大神 - 旧JAつるぎ郷。一ノ宮地区と河内町を管轄。「大神」の名は白山比咩神社からとられている。
  - 手取 - JA手取の鳥越・吉野・尾口の本支所が2007年に合併し誕生した新しい支店。Aコープ手取店「鳥越・吉野の郷」が隣接している。
  - 白峰
- 直売所
  - 農産物直売所「旬菜市（しゅんさいいち）」
  - ファーマーズマーケット「よらんかいねぇ広場」